# Sover Dolly på ryggen?
Sover Dolly på ryggen? er en dansk romantisk komedie fra 2012, som er instrueret af Hella Joof. Medvirkende i filmen er bl.a. Lena Maria Christensen, Nikolaj Lie Kaas, Mia Lyhne og Casper Crump.
Filmen havde premiere den 4. oktober 2012 i biografer landet over, og blev modtaget med blandede anmeldelser.

## Handling
Tv-vært Anne Rasmussen er 34 år, single og med sit biologiske ur tikkende højlydt, vælger hun at gå i fertilitetsbehandling med en anonym sæddonor, så hun kan blive mor. Efter insemineringen bliver hun dog meget i tvivl om, hvorvidt det anonymiteten var en god idé - en følelse, der forstærkes, da hendes højgravide søster, Karen, går i fødsel under en middag ved deres forældre, og Anne efterfølgende ser Karen og hendes mands, Laus, store glæde over deres nyfødte barn. Overfor kollegaen og veninden Siv lufter Anne idéen om at finde ud af, hvem donoren er.
Anne og Siv opsøger efterfølgende fertilitetsklinikken, hvor det lykkes Anne at finde adressen på donoren, mens Siv distraherer klinikassistenten. De finder herefter frem til adressen, hvor Anne forklædt som indsamler for Folkekirkens Nødhjælp, nervøst banker på døren ind til lejlighed 5 F. Døren åbnes af den flotte og venlige Rune, som bor pænt, har god smag, kan lave mad, træner til maraton, har et sponsorbarn og egentligt bare er alt det Anne håbede på. Fornøjelsen er dog kun kort, da Rune lidt efter fortæller Anne at hun er gået forkert, da lejlighed 5 F er nede i stueetagen, og skuffet må Anne gå derned. I stueetagen i hvad der mere ligner indgangen til en gammel garage, møder Anne den frembrusende, arbejdsløse, ubehøvlede og småkiksede Gordon Dennis, og forfærdet skynder hun sig væk. Siv overtaler Anne til at give Gordon en chance, og efter Siv og Anne har udspioneret Gordon i et par timer, indvilliger han i at tage på date med Anne om aftenen. Under daten forsøger Anne at lære Gordon bedre at kende og opdager, at han har et meget anderledes syn på livet end hende selv. Hun fortæller også, at hun er gravid, og i løbet af aftenen, indser hun at Gordon måske ikke er så slem endda.
På arbejdet offentliggør Annes chef, den lesbiske Sandra, der er lun på Anne, at Anne skal erstattes med en mandlig vært for at tiltrække flere kvindelige seere. Anne er nedtrykt over denne nyhed, og da Gordon pludselig dukker op på arbejdet og er tæt på at afsløre at hun er gravid, skynder hun sig at få ham til at gå. Kort efter bliver Anne ringet op, da Karen og Laus må tage på skadestuen, da Laus er kommet til skade, og Anne må derfor tage hen og passe deres tre børn. På vejen møder hun Gordon, og han kører hende på sin Christiania-cykel hen til søsterens hjem. Anne og Gordon tilbringer resten af dagen med at passe børnene, hvilket viser sig at være meget hyggeligt. På hjem vej derfra inviterer Anne Gordon med til tv-prisfest som sin plus-one.
Efter tv-prisfesten fortsætter gruppen bestående af Anne, Gordon, Sandra og andre fra Annes arbejde, deres fest på en bodega, hvor Gordon bl.a. byder op til karaoke. Under festen udfordrer Sandra Gordon til drikke om hvem, der skal have Anne og Gordon vinder. Efter festen følges Anne med Gordon hjem, hvor hun møder skildpadden Dolly, Gordons kæledyr fra han var 7 år gammel, og Anne og Gordon tilbringer natten sammen.
Anne og Gordon er nu et par, og Anne overvejer, hvorvidt hun skal fortælle Gordon, at han er far til hendes barn. Hun kommer i tvivl, da hun bliver frustreret over Gordons rod, uansvarlighed og manglen på struktur i hans liv. Da han ikke møder op til Annes første baby-scanning, da Dolly skal akut på dyrehospitalet, beslutter hun sig for at slå op med ham. Hun støder senere ind i Rune igen og indvilliger i at gå på date med ham. Under en middag hos Rune, hvor lyden fra Gordons lejlighed nedenunder tydeligt kan høres, fortæller Rune, at han og Gordon i sin tid byttede lejligheder, og at Rune var den oprindelige beboer i  5 F. Anne regner ud, at han derfor er donoren til hendes barn. Anne bliver meget glad, da hun og Rune kan nu være kærester og forældre til deres barn sammen.
Tiden går og som det nærmer sig fødslen, føler Anne sig mere og mere indeklemt og utilpas i forholdet til Rune, og til sidst bryder hun sammen og slår op med ham. Under en shoppetur for at købe babyting sammen med Siv, går Anne i fødsel og hun føder kort efter en pige. På hospitalet dukker Gordon op på opfordring fra Siv, og han fortæller at han har fået job som tv-vært på et prank-show. Anne er nu alenemor og under et besøg hos sine forældre, som fortæller at de skal skilles, fordi de simpelthen er blevet for ens, indser hun, at Gordon var den rigtige for hende.
Anne finder Gordon og de genforenes.

## Medvirkende
- Lena Maria Christensen som Anne Rasmussen
- Nikolaj Lie Kaas som Gordon Dennis
- Mia Lyhne som Siv
- Casper Crump som Rune
- Sidse Babett Knudsen som Sandra
- Anne Sofie Espersen som Karen
- Rasmus Bjerg som Laus
- Birthe Neumann som Birgit Rasmussen
- Keld Heick som Bent Rasmussen
- Lise Baastrup som klinikassistent